# Сарайкино
Сарайкино — деревня в Граховском районе Удмуртии, входит в Лолошур-Возжинское сельское поселение. Находится в 18 км к юго-западу от Грахово.  Расположена на левом берегу реки Юраш, на границе с Татарстаном. Административные границы в этом месте проведены таким образом, что в деревню по дороге можно попасть лишь из Елабужского района Татарстана.